# Viktor Vladimirovitch Nemytskii
Viktor Vladimirovitch Nemytski (russe : Виктор Владимирович Немыцкий), également écrit Niemytski, Nemyckiĭ, Niemytzki, Nemytsky, (22 novembre 1900 Smolensk - 7 août 1967 Tchoultcha) est un mathématicien soviétique qui a introduit les opérateurs Nemytskii et le Plan de Moore. Il a été marié à Nina Bari, également mathématicienne.